# Capnia bimaculata
Capnia bimaculata är en bäcksländeart som beskrevs av Zhiltzova 1969. Capnia bimaculata ingår i släktet Capnia och familjen småbäcksländor. Inga underarter finns listade i Catalogue of Life.